# Metropolitan Transportation Authority

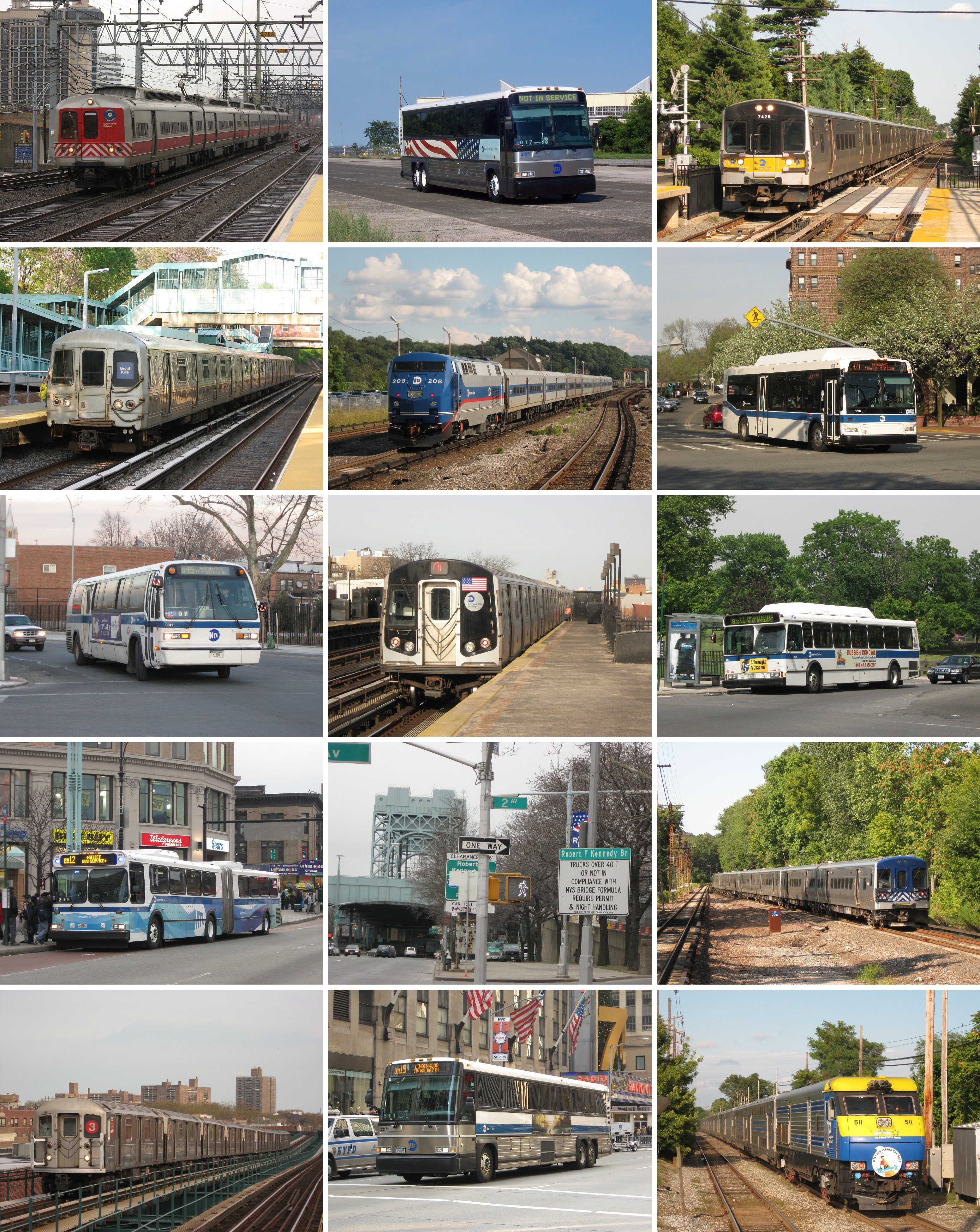
Bus, metro, en de treindiensten die door MTA worden verleend

De Metropolitan Transportation Authority (MTA) in New York is de instantie die zorg draagt voor het openbaar vervoer in de grootste stad van de Verenigde Staten.
De MTA is verantwoordelijk voor het openbaar vervoer in de stad zelf alsmede in het grootstedelijk gebied met de county's Westchester, Dutchess, Nassau, Orange, Putnam, Rockland en Suffolk. Het bedient hiermee het grootste gebied van alle regionale openbaarvervoerbedrijven in Noord-Amerika, met een bevolking van ongeveer 14,5 miljoen mensen en een oppervlakte van meer dan 12.000 km².
De MTA werd in 1965 door de wetgevende vergadering van de staat New York in het leven geroepen als de Metropolitan Commuter Transportation Authority. In 1968 kreeg het bedrijf zijn huidige naam nadat het met de New York City Transit Authority en de Triborough Bridge and Tunnel Authority werd samengevoegd. Het gehele netwerk van treinen en bussen dat onder de MTA valt vervoert zo'n 2,4 miljard mensen per jaar.
Naast de buslijnen in de stad, exploiteert de MTA vier spoornetwerken: de New York City Subway, de Metro-North Railroad, de Long Island Rail Road en de Staten Island Railway.
De Triborough Bridge and Tunnel Authority, ook wel bekend als MTA Bridges and Tunnels, is het onderdeel van de MTA dat zeven bruggen en twee tunnels beheert in New York.